# Papamosques de Tickell
El papamosques de Tickell (Cyornis tickelliae) és una espècie d'ocell de la família dels muscicàpids (Muscicapidae) del subcontinent indi. Es troba a l'Índia, Myanmar, el Nepal i Sri Lanka. El seu estat de conservació és de risc mínim.
El nom específic de Tickell fa referència a Samuel Richard Tickell (1811-1875), coronel de l'exèrcit britànic a l'Índia, Nepal i Birmània, i ornitòleg de camp i artista.